# Велика бурська війна
«Велика бурська війна» (англ. The Great Boer War) — науково-популярна праця про англо-бурську війну авторства Артура Конан Дойла. Вперше опублікована в 1900 році. До кінця війни в 1902 році книга була опублікована в 16 виданнях, постійно переглядалися Дойлем.
Книга була завершена у вересні 1900 року, коли британці вважали, що війна закінчилася — передостаннім розділом був «Кінець війни», однак війна тривала до 1902 року.